# الجارية الشقراء

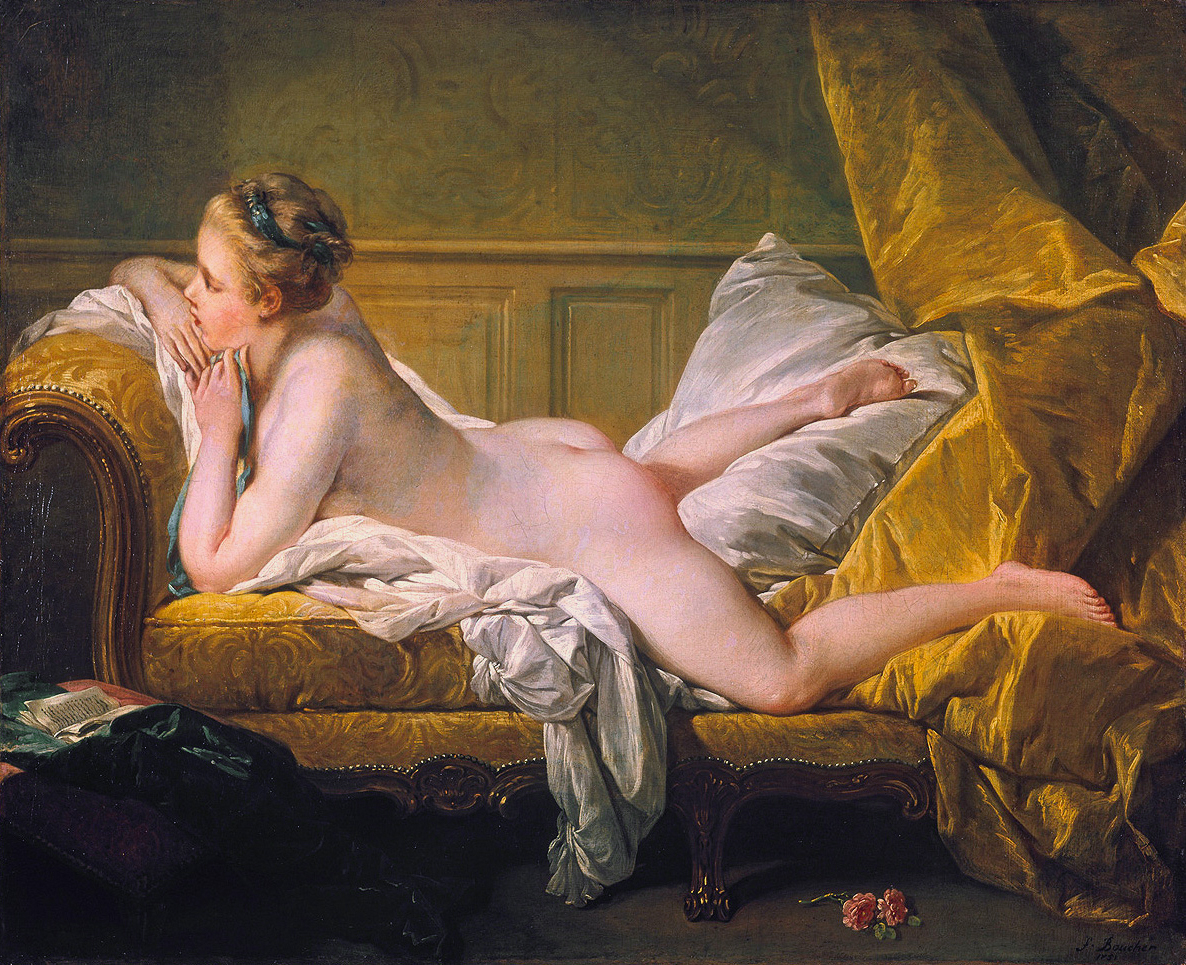
Cologne version

الجارية الشقراء The Blonde Odalisque او Resting Girl ((بالفرنسية: Jeune fille allongée)‏, Jeune fille couchée or L'Odalisque blonde) هو اسم للوحتين للفنان الفرنسي فرانسوا بوشيه رسم اللوحة الأولى في 1751 وهي معروضة حالياً في متحف فالراف ريتشارتز بينما رسم اللوحة الثانية في 1752 وهي معروضة حالياً في ألت بيناكوثيك.يعتقد يأن العارضة في اللوحة هي ماري لويز أومورفي  والتي كانت عشيقة لويس الخامس عشر ملك فرنسا لمدة عامين.